# Saltos ornamentais nos Jogos Sul-Americanos de 2010
As competições de saltos ornamentais nos Jogos Sul-Americanos de 2010 ocorreram entre 20 e 23 de março no Complejo Acuático, em Medellín. Nove eventos foram disputados.

## Calendário
| Março              | 17 | 18 | 19 | 20 | 21 | 22 | 23 | 24 | 25 | 26 | 27 | 28 | 29 | 30 | T |
| ------------------ | -- | -- | -- | -- | -- | -- | -- | -- | -- | -- | -- | -- | -- | -- | - |
| Saltos ornamentais |    |    |    | 3  | 2  | 3  | 1  |    |    |    |    |    |    |    | 9 |

## Medalhistas
Masculino
| Evento                       | Ouro                                                | Prata                                                   | Bronze |
| Trampolim 1 m                | Miguel Ángel Reyes COL Colômbia                     | Sebastián Villa Castañeda COL Colômbia                  | nenhum |
| Trampolim 3 m                | Juan Guillermo Urán COL Colômbia                    | Sebastián Villa Castañeda COL Colômbia                  | nenhum |
| Trampolim 3 m sincronizado   | Juan Guillermo Urán Víctor Hugo Ortega COL Colômbia | Diego Carquín Saavedra Donato Neglia Escudero CHI Chile | nenhum |
| Plataforma 10 m sincronizado | Víctor Hugo Ortega Juan Guillermo Urán COL Colômbia | Hugo Parisi Rui Marinho BRA Brasil                      | nenhum |

Feminino
| Evento                       | Ouro                                                    | Prata                                               | Bronze                                                      |
| Trampolim 1 m                | Diana Pineda Zuleta COL Colômbia                        | Juliana Veloso BRA Brasil                           | Milena Sae BRA Brasil                                       |
| Trampolim 3 m                | Juliana Veloso BRA Brasil                               | Diana Pineda Zuleta COL Colômbia                    | Tammy Takagi BRA Brasil                                     |
| Trampolim 3 m sincronizado   | Tammy Takagi Juliana Veloso BRA Brasil                  | Diana Pineda Zuleta Manuela Ríos Lemus COL Colômbia | Gabriela Sabando Gutiérrez Rafaela Suárez Ramos ECU Equador |
| Plataforma 10 m              | Tammy Takagi BRA Brasil                                 | Diana Pineda Zuleta COL Colômbia                    | nenhum                                                      |
| Plataforma 10 m sincronizado | Sara Bedoya Castaño Carolina Murillo Urrea COL Colômbia | Nicoli Cruz Milena Sae BRA Brasil                   | nenhum                                                      |

## Quadro de medalhas
| Ordem | País     | Medalha de ouro | Medalha de prata | Medalha de bronze | Total |
| ----- | -------- | --------------- | ---------------- | ----------------- | ----- |
| 1     | Colômbia | 7               | 4                |                   | 11    |
| 2     | Brasil   | 2               | 4                | 2                 | 8     |
| 3     | Chile    |                 | 1                |                   | 1     |
| 4     | Equador  |                 |                  | 1                 | 1     |
| TOTAL | TOTAL    | 9               | 9                | 3                 | 21    |